# Morten Veland
Morten Veland, né le 4 décembre 1977 est un chanteur, compositeur et guitariste norvégien. Il fonde Tristania et Sirenia, groupes de metal gothique. Sirenia est créé à la suite de son départ de Tristania en 2001.
Morten Veland est le principal compositeur (textes, chant "grunt", guitares, basse, synthés, samples, programmes et même parfois batterie) de Sirenia. Il est aussi l'architecte principal des premiers albums de Tristania (Widow's Weed, Beyond the Veil).
En 2009, Veland a fondé un nouveau groupe nommé Mortemia dans lequel il jouera une musique similaire à celle du second album (Beyond the Veil) de son ancien groupe Tristania. Le groupe a signé un contrat avec Napalm Records le 6 juillet 2009.

## Discographie

### Avec Tristania
- Tristania (1997)
- Widow's Weeds (1998)
- Beyond the Veil (1999)

### Avec Sirenia
- At Sixes and Sevens (2002)
- An Elixir for Existence (2004)
- Sirenian Shores (2004)
- Nine Destinies and a Downfall (2007)
- The 13th Floor (2009)
- The Enigma of Life (2011)
- Perils of the Deep Blue (2013)
- The Seventh Life Path (2015)
- Dim Days of Dolor (2016)
- Arcane Astral Aeons (2018)

### Avec Mortemia
- Misere Mortem (2010)